# Einsteinova hádanka
Einsteinova hádanka nebo také zebra je logická hádanka, o níž se traduje, že ji vytvořil mladý Albert Einstein (údajně prohlásil, že ji zpaměti dokážou vyřešit pouze 2 % lidí). Někdy se za jejího autora považuje Lewis Carroll.[zdroj?]

## Zadání
Platí následující dvě množiny předpokladů:
Obecné předpoklady:
1. Je 5 domů v 5 rozdílných barvách.
2. Všechny domy stojí vedle sebe v řadě na jedné ulici.
3. V každém domě žije osoba rozdílné národnosti.
4. Těchto 5 obyvatel pije svůj nápoj, kouří svoje cigarety a chová zvířata.
5. Nikdo nepije to co ostatní, nekouří to co ostatní a nechová to co ostatní.

Zvláštní předpoklady, zkráceně tipy:
1. Angličan žije v červeném domě.
2. Švéd chová psy.
3. Dán pije čaj.
4. Zelený dům je hned nalevo od bílého.
5. Obyvatel zeleného domu pije kávu.
6. Ten, co kouří Pall Mall, chová ptáky.
7. Obyvatel žlutého domu kouří Dunhill.
8. Ten, co žije ve středním domě, pije mléko.
9. Nor žije v prvním domě.
10. Ten, co kouří Blend, žije vedle toho, co chová kočky.
11. Ten, co chová koně, žije vedle toho, co kouří Dunhill.
12. Ten, co kouří Blue Master, pije pivo.
13. Němec kouří Prince.
14. Nor žije vedle modrého domu.
15. Ten, co kouří Blend, má souseda, který pije vodu.

Otázka zní:
Kdo chová ryby?

## Řešení
Pokud nepatříte mezi ta 2 % vyvolených, nejlepší možností je asi zapsat si řešení do tabulky:
| číslo domu | 1 | 2 | 3 | 4 | 5 |
| barva domu |   |   |   |   |   |
| obyvatel   |   |   |   |   |   |
| pití       |   |   |   |   |   |
| cigarety   |   |   |   |   |   |
| zvířata    |   |   |   |   |   |

A poté začít postupně doplňovat jednotlivé buňky tabulky podle uvedených předpokladů. Ještě je dobré vypsat si všechny údaje, které tam mohou být. 
Správná odpověď je ryby chová Němec.

### Logické řešení
1. V prvním domě žije Nor. (tip č. 9)
2. Druhý dům je modrý, protože je jediný vedle Norova domu (tip č. 14)
3. Obyvatel třetího domu pije mléko. (tip č. 8)
4. Jelikož je zelený dům nalevo od bílého a jeho obyvatel pije kávu, může to být jedině čtvrtý dům, a pátý dům je tudíž bílý. (tipy č. 4 a 5)
5. Zatím neznáme barvu prvního a třetího domu. Víme ale, že v prvním domě žije Nor a Angličan má dům červený. Tudíž třetí dům bude červený. (tip č. 1)
6. U všech domů kromě prvního známe barvu, takže první dům je žlutý a jeho obyvatel kouří Dunhill. (tip č. 7)
7. Jelikož obyvatel prvního domu kouří Dunhill, musí obyvatel druhého domu chovat koně. (tip č. 11)
8. Jelikož Dán pije čaj, je jasné, že může žít jen ve druhém nebo pátém domě. Kdyby žil v pátém domě, Švéd by musel žít ve čtvrtém domě a Němec ve druhém. Za těchto okolností by ten, který kouří Blue Master, nemohl pít pivo. Takže Dán žije ve druhém domě a pije čaj. (tipy č. 2, 3, 12 a 13)
9. Nyní je tedy jasné že obyvatel pátého domu kouří Blue Master a pije pivo. (tip č. 12)
10. Také je jisté, že Němec žije ve čtvrtém domě a kouří Prince. (tip č. 13)
11. Tudíž Švéd žije v pátém domě a chová psy. (tip č. 2)
12. Jelikož ten, který kouří Pall Mall, chová ptáky, může to být jedině Angličan v prostředním domě. (tip č. 6)
13. Nyní je jisté, že Dán kouří Blend. Tudíž Nor v prvním domě chová kočky a pije vodu. (tipy č. 10 a 15)
14. Takže ryby chová Němec.

### Alternativní logické řešení
1. V prvním domě žije Nor. (tip č. 9)
2. Druhý dům je modrý, protože je jediný vedle Norova domu. (tip č. 14)
3. Jelikož je zelený dům nalevo od bílého, domy červené a žluté barvy by bylo možné umístit dvěma způsoby. Ovšem v červeném domě žije Angličan, čili první dům nemůže být červený z důvodu, že v něm žije Nor. První dům je tedy žlutý a jeho obyvatel kouří Dunhill. (tip č. 4, 1, 9 a 7)
4. Jelikož obyvatel prvního domu kouří Dunhill, musí obyvatel druhého domu chovat koně. (tip č. 11)
5. Jelikož obyvatel zeleného domu pije kávu a obyvatel, který žije ve třetím domě, pije mléko, obyvatelem třetího domu musí být Angličan žijící v červeném domě. Zelený dům je tedy čtvrtý a bílý dům je pátý. (tip č. 5, 1 a 4)
6. Jelikož ve třetím ani čtvrtém domě žádný obyvatel nepije vodu, obyvatel, který kouří Blend, musí žít ve druhém domě, protože v prvním domě již žije obyvatel, který kouří Dunhill. Obyvatel v prvním domě tedy pije vodu. (tip č. 8, 4 a 15)
7. Doposud není známo, ve kterém domě se nachází Dán, který pije čaj, a obyvatel, který kouří Blue Master a pije pivo. U druhého a pátého domu nám chybí informace o nápoji. Obyvatel, který kouří Blue Master, nemůže žít ve druhém domě, protože obyvatel druhého domu kouří Blend. Čili obyvatelem druhého domu je Dán, který pije čaj, a obyvatel, který kouří Blue Master a pije pivo, žije v pátém domě. (tip č. 3 a 12)
8. Jediný dům, u kterého nám chybí informace o národnosti obyvatele žijícího v něm a značka cigaret, které kouří, je dům čtvrtý. Je tedy jisté, že ve čtvrtém domě žije Němec a kouří Prince. (tip č. 13)
9. Po předchozím kroku je již jasné, že Švéd žije v pátém domě a chová psy. (tip č. 2)
10. Taktéž se dá lehce určit, že obyvatel, který kouří Pall Mall a chová ptáky, žije ve třetím domě. (tip č. 6)
11. Nyní je již jisté, že soused toho, který kouří Blend, je obyvatel prvního domu chovající kočky, protože druhý soused (třetí dům) chová ptáky. (tip č. 10)
12. Z postupného řešení tedy jasně vyplývá, že obyvatel, který chová ryby je Němec.

| číslo domu | 1       | 2     | 3         | 4      | 5           |
| barva domu | žlutá   | modrá | červená   | zelená | bílá        |
| obyvatel   | Nor     | Dán   | Angličan  | Němec  | Švéd        |
| pití       | voda    | čaj   | mléko     | káva   | pivo        |
| cigarety   | Dunhill | Blend | Pall Mall | Prince | Blue Master |
| zvířata    | kočky   | koně  | ptáci     | ryby   | psi         |

### Řešení s Norem vpravo
Níže uvedená tabulka je druhým možným řešením, Nor v tomto případě žije v prvním domě zprava.
Atributy jednotlivých obyvatel zůstávají v tomto řešení v souladu s předchozí tabulkou.
Logické odvození tohoto řešení je ale komplikovanější.
| číslo domu | 5      | 4           | 3         | 2     | 1       |
| barva domu | zelená | bílá        | červená   | modrá | žlutá   |
| obyvatel   | Němec  | Švéd        | Angličan  | Dán   | Nor     |
| pití       | káva   | pivo        | mléko     | čaj   | voda    |
| cigarety   | Prince | Blue Master | Pall Mall | Blend | Dunhill |
| zvířata    | ryby   | psi         | ptáci     | koně  | kočky   |